# Haliclona angulata
Haliclona angulata är en svampdjursart som först beskrevs av James Scott Bowerbank 1866.  Haliclona angulata ingår i släktet Haliclona och familjen Chalinidae. Inga underarter finns listade i Catalogue of Life.